# 白星航運
白星航運（英語：White Star Line），是一家在英國註冊的海運公司，它的主要營業項目是跨大西洋的豪華郵輪。不過自20世紀初的經濟大蕭條，白星航運營運一落千丈。而在兩次併購案之後，白星航運已成為英國冠達航運（Cunard Line）的一部分。白星航運旗下最著名的船艦，就是1912年4月沉沒的鐵達尼號。

## 历史

白星航運懸掛在船上的公司旗

第一艘白星航運的船出現在利物浦，當時白星航運的主要貿易是英國與澳大利亞之間的海運。這段時期，在澳大利亞發現了金礦，所以澳英兩地之間的貿易增長得很快。 由於過度仰賴貸款擴張和經營不善，白星航運在19世紀60年代不得不宣布破產。
1868年，湯馬斯·亨利·伊斯梅以1,000英鎊（大約相當於2012年的6萬6千余英鎊）買下了破產的白星航運商標及船標。新的白星航運將市場定位在大西洋航行的郵輪上，在19世紀末20世紀初成為擁有相當規模和船隊的豪華郵輪海運公司。 1934年，由於經濟大蕭條，在英國政府干預下，白星航運和它的最大競爭對手冠達郵輪合併，公司更名為冠達-白星航運。 1947年，冠達航運買下白星航運剩餘的所有股份，公司名稱也徹底將白星字樣去掉而只稱為冠達航運。

## 泰坦尼克號
由于冠達郵輪在20世紀初推出了盧西塔尼亞號和毛里塔尼亞號郵輪，白星航運向北愛爾蘭哈蘭·沃爾夫船廠訂購了三艘奧林匹克級郵輪作為回應。與冠達航運所標榜的快速郵輪不同，奧林匹克級郵輪所代表的是巨大和奢華，泰坦尼克號是該型號的第二艘。

## 延伸閱讀
- The ship's list
- History of the White Star Line Wikiwix的存檔，存档日期2011-02-24
- Red duster page on the White Star Line
- Brief company overview
- Info on the original financing deal （页面存档备份，存于）
- Gardiner, Robin, History of the White Star Line, Ian Allan Publishing 2002. ISBN 0-7110-2809-5
- Oldham, Wilton J., The Ismay Line: The White Star Line, and the Ismay family story, The Journal of Commerce, Liverpool, 1961
- https://en.m.wikipedia.org/wiki/List_of_White_Star_Line_ships （页面存档备份，存于）

## 外部連結
- Titanic Archive （页面存档备份，存于）
- Maritimequest RMS Titanic Photo Gallery （页面存档备份，存于）
- Chris' Cunard Page （页面存档备份，存于） (see Cunard – Cunard Fleet – White Star Liners)
- White Star Line on Titanic-Titanic.com
- Maritimequest RMS Olympic Photo Gallery （页面存档备份，存于）
- Maritimequest HMHS Britannic Photo Gallery （页面存档备份，存于）
- Final Demise of White Star Line Vessels （页面存档备份，存于）
- Brief history of the White Star Line – from TDTSC MN
- White Star Line discussion forum at TDTSC （页面存档备份，存于）
- Passenger Lists from the White Star Line （页面存档备份，存于）
- White Star Line Historical Documents, Brochures, Menus, etc.
- White Star Line History website
- facebook 推介的專頁: https://www.facebook.com/white.star.line.hk?ref=hl  （页面存档备份，存于）  讚好吧!